# Portrait de Lady Alston
Portrait de Lady Alston est un tableau réalisé par le peintre britannique Thomas Gainsborough en 1761-1762. Cette huile sur toile est le portrait en pied, dans une forêt, de Gertrude Durnford, laquelle a épousé en 1753 Sir Rowland Alston, du château d'Odell, dans le Bedfordshire. Don des membres de la famille Rothschild en 1947, l'œuvre est conservée depuis lors au musée du Louvre, à Paris, en France.